# Ајпејва (Илиноис)
Ајпејва (Илиноис) (енгл. Ipava) град је у америчкој савезној држави Илиноис.

## Демографија
По попису из 2010. године број становника је 470, што је 36 (-7,1%) становника мање него 2000. године.
| Група             | 2000.       | 2010.       |
| Белци             | 502 (99,2%) | 462 (98,3%) |
| Афроамериканци    | 0 (0,0%)    | 1 (0,2%)    |
| Азијати           | 1 (0,2%)    | 2 (0,4%)    |
| Хиспаноамериканци | 2 (0,4%)    | 2 (0,4%)    |
| Укупно            | 506         | 470         |